# 小掛照二
小掛 照二（こがけ てるじ、1932年（昭和7年）12月18日 - 2010年（平成22年）5月9日）は、広島県甲奴郡上下町（現・広島県府中市上下町）出身の元陸上選手。陸上競技指導者。元三段跳世界記録保持者。日本陸上競技連盟(日本陸連)副会長、名誉副会長。日本オリンピック委員会(JOC)元副会長。日本オリンピアンズ協会元副会長。

## 来歴
中国山地山間の町、上下町の農家の長男として生まれる。叔父、父も甲奴体協のリレーメンバーで、恵まれた体を生かし幼少期から跳躍の素養を発揮した。同郷の先輩・織田幹雄（アムステルダムオリンピック(1928年)）、から南部忠平（ロサンゼルスオリンピック(1932年)）、田島直人（ベルリンオリンピック(1936年)）まで三大会連続で金メダルを獲り、当時は日本のお家芸だった三段跳を教師の勧めで始める。
当時の日本では子供が"ホップ・ステップ・ジャンプ"、と遊びで使うほど、三段跳は人気種目だった。新制高校1期生となった1948年、広島県立上下高校からジャンパーの歩みが始まる。三段跳や走高跳、走幅跳などで多くのタイトルを獲得、全国高校陸上選手権の第二回、三回大会では一人で上下高校を総合2位に導いた。前述の織田、西田修平らの誘いで早稲田大学に進学し早稲田大学競走部で活躍。
大学時代は伸び悩んだものの1955年、大昭和製紙入社後は才能が開花。翌1956年、跳べば自己記録を更新、当時の新聞は「メルボルンに光明」と大きく騒ぎ立てた。同年秋、仙台市宮城陸上競技場で行われた日本陸上競技選手権兼メルボルンオリンピック最終予選会に於いて、"三段跳世界新記録を樹立"(16m48cm)。当時の世界記録を25cmも上回る驚異的な記録だった。しかし40日後の五輪本番までの合宿中、カメラマンの要望で何度も跳んで足首を捻挫、ほとんど練習出来ないまま本番に臨み8位に終わった。
当時のマスコミは「若さと精神面の問題」と厳しく批判した。日本中の期待に沿えず重い十字架を背負いながらも競技を続け1960年、ローマオリンピック予選会で3位となり、出場権を得たかに思われたが、結果的に選考会議で漏れ、代わりに6位の選手が代表となった。このときユニフォームとスパイクを燃やし選手生活に訣別、陸上を辞めた。
2年後、織田から「選手を育てて自分の果たせなかった夢をコーチでかなえてほしい」と誘われ、自らの無念の思いをメダリスト育成にかけようと決意。1962年、29歳から日本陸上競技連盟(日本陸連JAAF)強化コーチとなり指導者としての道を歩む。沢木啓祐は「引退後もスポーツ界に専念された最初の方ではないか」と話している。しかしこの後は日本陸上不遇の時代を長きに渡り歩むこととなった。1964年、東京オリンピック陸上監督、1980年、幻のモスクワオリンピック陸上コーチ。1983年、日本オリンピック委員会(JOC)常任委員。1981年、日本陸連強化委員長に就任。跳躍だけでなく、競技全体を見渡す立場になり、マラソンにも力を注いだ。1984年、ロサンゼルスオリンピック陸上監督。1988年ソウルオリンピック惨敗後、JOCの日本体育協会(JASA)からの独立にも尽力。1989年JOC理事、この年から日本陸連強化本部長、1999年から副会長となり実務のトップとなる。またJOCも強化本部長に就任し1993年ユニバーシアード・バッファロー大会日本選手団団長、1994年広島アジア競技大会副団長、バンコク(1998年)、釜山(2002年)アジア競技大会で日本選手団団長を務めるなど、多くの世界大会で日本選手団団長として活躍。1999年からJOC副会長。2001年JOC会長選では候補に名前が挙がった。2002年～2003年早稲田大学競走部総監督。その他、広島の全国都道府県対抗男子駅伝、北海道マラソン、長野マラソンの創設に尽力、また東京陸上競技協会会長及び組織委員会副会長として東京マラソンの準備・運営など、多くの陸上大会開催、陸上競技の発展、底辺拡大に尽力した。
40年以上の長きに渡る日本陸連のリーダーとしての選手強化実績に対して2005年、旭日中綬章受章。また国際オリンピック委員会(IOC)のオリンピックオーダー銀賞も受賞している。
2010年5月9日、肝不全により逝去した。77歳没。
長男はTBSスポーツ局のプロデューサー・小掛義之。『知ってるつもり?!』（日本テレビ)などのアシスタントを務めた高木希世子は義理の娘にあたる。

## 五輪マラソン代表選手選出を巡る騒動
小掛の名前を有名にしたのは、しばしば繰り返されるオリンピックマラソン代表選考をめぐる（マスコミを中心とした）騒動である。選考委員のトップ（強化本部長）として大きな影響力を持っていたため、実力の伯仲した選手を選考したりする場合その選考理由をめぐって小掛の意向が取りざたされ、結果として騒動と呼ばれる状況が時に生じた。ソウルオリンピック男子マラソンでは、陸連の強化指定選手が出場を半ば義務づけられていた福岡国際マラソンをけがで欠場し、びわ湖毎日マラソンで優勝した瀬古利彦が選出された。びわ湖毎日も選考レースの一つではあったため、強引に選考したわけではないが、出るべきであった福岡国際に出られなかった早稲田の後輩・瀬古への救済であるという批判も少なくなかった。瀬古の福岡欠場が決まった際に中山竹通は「自分なら這っても出ますけどね」と発言し、それが「瀬古、這ってでも出て来い!」などと挑発的な内容に歪めて報じられもした。
バルセロナオリンピック(1992年)では選考競技会の大阪国際女子マラソンで好タイムながら日本人2位の松野明美と、同じく選考会である前年夏の世界陸上4位（日本人では2位）の有森裕子が比較の対象となった。本番が夏のレースであることから、松野が選考直前に記者会見で「私は火の国の女だから私の方が（有森よりも）暑さに強い」とアピールするような事態となり、マスコミもこの選考を興味本位に取り上げ「恣意的な選考」「不透明」などと日本中で批判が渦巻き、国民的な議論を巻き起こした。有森が五輪本番で銀メダルを獲得して面目を保ったが、選考前後には、小掛の自宅に脅迫状や日本刀が送られてくるなど、大変な批判・いやがらせに見舞われた。2004年のアテネオリンピックの代表選考では、高橋尚子を推していたとされるが、強化本部長は既に外れ、委員10人中推したのは小掛1人だけで賛同は得られず、更に河野洋平会長も高橋の選考に否定的であったことから、高橋は選から漏れた。本番ではトップで選考されていた野口みずきが金メダルを獲ったため、結果的にはこのときの選考は大きな問題とはならなかった。これらの選考は毎回のように物議をかもしたが、女子マラソンを世界屈指の強国に育てあげた功績は大きい。
陸上競技と五輪に情熱をささげ続けた生涯だった。特に長年に渡り強化を推し進めた「マラソン日本」の礎を築いた。小掛の通夜に参列した高橋尚子は、「シドニーの金メダルは小掛さんの情熱と信念があったから取れたと思います」と涙ながらに語った。

## 脚註
1. 1 2  “広島陸上人”.   一般財団法人広島陸上競技協会. 2021年12月8日閲覧。
2. 1 2 3 4 5 6 7 8 9 10  中国新聞 | 生きて 日本陸連名誉副会長 小掛照二さん（Internet Archive）
3. 1 2 3 4 5  日本オリンピアンズ協会 OAJインタビュー 小掛照二さん
4. 1 2  指導者への道 - 島村俊治（コラム）
5. 1 2 3  中国新聞インタビュー 小掛照二 世界に通用する選手を育てるには（Internet Archive）
6. 1 2  『月刊陸上競技』2010年7月号97頁
7. 1 2 3  中国新聞2010年5月11日
8. 1 2 3 4  読売新聞2010年8月8日33面<追悼抄>
9. ↑  杉山茂・岡崎満義＋スポーツデザイン研究所編『スポーツの今日を刻む ～スポーツジャーナリスト21人からのメッセージ～』創文企画、2002年、50頁
10. ↑  早大所沢グランドの紹介 - 早稲田大学競走部
11. ↑  小掛照二さんの葬儀 感謝 カンレキ 雨あられ +2/ウェブリブログ、文部科学大臣表彰「生涯スポーツ優良団体」、長野オリンピック記念 長野マラソン
12. ↑  「春の叙勲　中綬章以上と在外邦人、外国人叙勲の受章者一覧」『読売新聞』2005年4月29日朝刊
13. ↑  三段跳びで世界記録…小掛照二氏が死去 Archived 2010年5月14日, at the Wayback Machine. スポーツニッポン 2010年5月10日閲覧
14. 1 2 3 4  
日本経済新聞 小掛照二元日本JOC副会長が死去、ニッポンマラソンへの遺言 有森裕子vs松野明美…バルセロナ五輪代表選考の全内幕、SANSPO.COM （Internet Archive）五輪マラソン選考で物議…小掛照二氏死去 ― スポニチ Sponichi Annex 、asahi.com（朝日新聞社）：三段跳び元世界記録、小掛照二さん死去（Internet Archive）、小掛照二氏が死去　陸連副会長など歴任
15. ↑  SPORTS COMMUNICATIONS - 第116回 ジャーナリズムは本当に正義か!?（後編）（Internet Archive）、新兵庫人 輝く（Internet Archive）
16. 1 2  有森裕子と松野明美､因縁の選考で秘めた胸中 バルセロナ五輪マラソン代表争いを振り返る
17. ↑  朝日新聞2010年5月11日17面
18. ↑  スポーツ報知 三段跳び世界新の小掛照二氏が死去…陸上強化に尽力
19. 1 2 3  文藝春秋編 日本の論点PLUS（Internet Archive）、週刊現代Online（Internet Archive）、Web東奥・特集／断面2004（Internet Archive）
20. ↑  “「【甘口辛口】5月11日」：イザ！”. サンケイスポーツ. (2010年5月11日)小掛氏告別式、瀬古氏「マラソンに情熱」 - スポーツニュース （Internet Archive）、【葬送】灯し続けた情熱 元JOC副会長 小掛照二氏（Internet Archive）
21. ↑  Qちゃん涙でお別れ…小掛照二氏通夜800人が参列：その他：スポーツ報知（Internet Archive）